# David Friedländer
Pour les articles homonymes, voir Friedlander.
David Friedländer, quelquefois écrit Friedlander, né le 16 décembre 1750 à Königsberg et mort le 25 décembre 1834 à Berlin, est un banquier, écrivain et philosophe allemand. Il est l'un des responsables de la communauté juive de Berlin.

## Sa vie
Friedländer s'installe à Berlin en 1771. En tant que gendre du riche banquier Daniel Itzig, et ami et élève et par la suite successeur spirituel de Moses Mendelssohn, il occupe une position influente dans les cercles aussi bien juifs que non juifs de Berlin. Ses efforts en faveur des Juifs et du judaïsme, portent sur l'émancipation des Juifs de Berlin et les différentes réformes afférentes. Frédéric-Guillaume II de Prusse à son accession sur le trône, convoque un comité chargé de lui faire connaître les doléances des Juifs. Friedländer et Itzig sont nommés délégués généraux. Mais les résultats de la conférence sont tels que les Juifs se déclarent eux-mêmes incapables d'accepter les réformes proposées et ce ne sera qu'après la Révolution française, que les Juifs vivant dans les territoires prussiens obtiendront l'égalité des droits de Frédéric-Guillaume III de Prusse par l'édit du 11 mars 1812.
Friedländer et ses amis à la communauté juive de Berlin se tournent dès lors vers la réforme du culte, en harmonie avec les idées modernes et la nouvelle position sociale des Juifs. Cette idée de moderniser la liturgie est parfaitement justifiée, mais les propositions de Friedländer, qui entre-temps a été appelé à la conférence sur la réorganisation du culte juif tenu en 1813 au consistoire de Cassel, sont inacceptables même pour les membres les plus radicaux, car elles tendent à réduire le judaïsme à un simple et incolore code de morale.
Friedländer obtient plus de succès dans ses efforts pour modifier l'enseignement. Il est un des fondateurs de l'École libre juive (1778), qu'il dirige en association avec son beau-frère Isaac Daniel Itzig. Dans cette école, cependant, les sujets strictement juifs deviennent rapidement prédominants. Friedländer écrit aussi des manuels et est un des premiers à traduire les livres de prière de l'hébreu à l'allemand.

## L'initiative du « baptême sec »
Friedländer cherche par tous les moyens à faciliter son entrée et celle de ses coreligionnaires dans les cercles chrétiens et à éradiquer l'antisémitisme latent.
En 1799, il fait une proposition radicale et stupéfiante à un doyen protestant important de Berlin, le Oberconsistorialrat Wilhelm Teller. Dans sa lettre ouverte, Friedländer dit s'adresser "au nom de nombreux chefs de famille juive". Il écrit que les Juifs seraient prêts à accepter un "baptême sec", et à rejoindre l'église luthérienne sur la base de valeurs morales partagées, si on ne leur demandait pas de croire en la divinité du Christ et s'ils pouvaient échapper à certaines cérémonies. En retour, le judaïsme abandonnerait les lois cérémonielles. La proposition "envisage l'établissement d'une église-synagogue unitarienne confédérée".
Teller répond négativement à Friedländer avec la plus extrême sévérité. La réaction de la communauté juive à cette initiative est particulièrement hostile, et est qualifiée "d'acte déshonorable" et de "désertion". Heinrich Graetz traitera même Friedländer de "singe".
En 1816, quand le gouvernement prussien décide d'améliorer la situation des Juifs polonais, Friedländer est contacté par Malziewsky, évêque de Cujavie. Friedländer lui présente un rapport circonstancié sur les conditions matérielles et intellectuelles des Juifs et lui indique les moyens pour les améliorer.

## Carrière littéraire
Friedländer affiche une grande activité dans le domaine littéraire. Poussé par Moses Mendelssohn, il commence la traduction en allemand de plusieurs parties de la Bible selon les commentaires de Mendelssohn. Il traduit le Sefer ha-Nefesh (Berlin – 1787) et le Kohelet (1788) de Mendelssohn. Il écrit un commentaire en hébreu du Pirke Avot avec sa traduction en allemand (Vienne – 1791). Il traduit en 1798 le manifeste Dibre Shalom we-Emet de Wessely. Il écrit sur son maître Mendelssohn et sur les communautés juives d'Allemagne et de Pologne, dont sa réponse à l'évêque de Cujavie qu'il fait publier en 1819.
Friedländer est l'adjoint du président du Collège Royal de l'Industrie et du Commerce de Berlin et le premier Juif à siéger au conseil municipal de la ville. Sa fortune lui permet d'aider les sciences et les arts. Entre autres, il encourage et soutient financièrement les frères Alexander et Wilhelm von Humboldt.

## Ses œuvres
- (de) Lesebuch für jüdische Kinder (Livre de lecture pour les enfants juifs), Nachdr. d. Ausg. Berlin, Voss, 1779 / neu hrsg. u. mit Einl. u. Anh. vers. von Zohar Shavit, Frankfurt am Main : dipa-Verl., 1990.  (ISBN 3-7638-0132-4)
- (de) Traduction de Moses Mendelssohns Sefer ha-Nefesh. Berlin, 1787.
- (de) Traduction de Moses Mendelssohns Kohelet 1788.
- (de) David Friedländers Schrift: Ueber die durch die neue Organisation der Judenschaften in den preußischen Staaten nothwendig gewordene Umbildung 1) ihres Gottesdienstes in den Synagogen, 2) ihrer Unterrichts-Anstalten und deren Lehrgegenstände und 3) ihres Erziehungwesens überhaupt : Ein Wort zu seiner Zeit. (Écrits de David Frieländer: sur la transformation devenue nécessaire des communautés juives dans l'État Prussien 1) les offices dans les synagogues, 2) les écoles et les matières enseignées, 3) la nature de l'éducation) - Neudr. nebst Anh. der Ausgabe Berlin, in Comm. bei W. Dieterici, 1812. Berlin: Verl. Hausfreund, 1934. (Beiträge zur Geschichte der Jüdischen Gemeinde zu Berlin / Stern.
- (de) Reden der Erbauung Gebildeten Israeliten Gewidmet (Discours sur l'édification des Israélites instruits) Berlin, 1815-17.
- (de) Moses Mendelssohn, von Ihm und über Ihn Berlin, 1819.
- (de) Ueber die Verbesserung der Israeliten im Königreich Polen (Sur l'amélioration du sort des Israélites du Royaume de Pologne) Berlin, 1819.
- (de) Beiträge zur Geschichte der Judenverfolgung im XIX. Jahrhundert Durch Schriftsteller (Contribution à l'histoire de la persécution des Juifs au XIXe siècle au travers des écrivains) Berlin, 1820.